# Rite expiatis
Rite expiatis (en español, Debidamente purificados) es la octava encíclica de Pío XI, datada el 30 de abril de 1926, con ocasión del séptimo centenario de la marcha al cielo de San Francisco de Asís.

## San Francisco de Asís
Giovanni di Pietro Bernardone, que sería conocido como Francisco de Asís, nació en esa ciudad el año 1181 o 1882 Hijo de un próspero comerciante, en su primera juventud llevó una vida despreocupada sin reparar en gastos y no alejado del pecado; sin embargo, según se cuenta una enfermedad fue la ocasión de que recapacitase sobre su tenor de vida y llegase a optar por la pobreza. Durante un tiempo dedicó sus esfuerzos a la reconstrucción de iglesias en ruina pero fue hacia 1208 cuando entendió que Dios le pedía iniciar con unos compañeros un modo de vida pobre; formuló la regla que debía vivir los miembros de esa comunidad y la sometió a la aprobación del papa Inocencio III, lo que finalmente sucedió a instancias de Guido, obispo de Asís.
Los años siguientes contemplaron el desarrollo y crecimiento de la primera orden fundada por Francisco, a la que se añadió una segunda orden femenina, con la colaboración de Clara de Asís, y más tarde una Tercera Orden seglar a la que pudieran integrarse los numerosos seglares, seguidores de Francisco.
Su fervor apostólico le llevó a Palestina y Egipto, aunque los últimos años de su vida transcurrieron en su Umbría natal, y especialmente junto a la iglesia de la Porciúncula, cerca de Asís. En esta ciudad falleció el 3 de octubre de 1126.

## Contenido de la encíclica

### Frutos que deben esperarse de la celebración de este centenario
Rite expiatis in hac Alma Urbe atque ad perfectioris vitae institutum excitatis animis plurimorum Iubilaeo magno — cuius quidem toto orbe fruendi facultatem in finem vertentis anni prorogavimus — iam ad maximas utilitates vel quaesitas inde vel gperatas cumulus quidam videtur Nobis accessurus ex ea quae ubique gentium apparatur de Francisco Assisiensi commemoratio sollemnis, septimo exeunte saeculo cum terrestre exsilium caelesti patria feliciter mutavit
Debidamente purificadas muchas almas y movidas a una vida perfecta, por medio del Gran Jubileo en la ciudad de Roma -que hemos prorrogado para el orbe entero de modo que pueda disfrutarse hasta el final del presente año-, parece que se nos añade un gran cúmulo de beneficios buscados y esperados del mismo Año Santo por la solemne conmemoración, que en todas partes se prepara, de Francisco de Asís, al cumplirse el séptimo centenario del día en que cambió felizmente el destierro terrestre por la patria celestial.
Inicio de la encíclica Rite expiatis

El papa expresa desde el inicio de la encíclica el deseo de que la celebración del séptimo centenario de la muerte de San Francisco sea una oportunidad para que se conozca el verdadero espíritu del santo, y que su ejemplo y sus enseñanzas ayuden a que los fieles de la Iglesia crezcan en caridad y espíritu de penitencia. De acuerdo con este objetivo Pío XI expone con amplitud, en una de sus encíclicas más extensas, la vida y las virtudes del santo y la reforma de las costumbres que ocasionó con su ejemplo y predicación.

### La vida de San Francisco
Vivió San Francisco en unos tiempos difíciles, en que el lujo y la codicia convivían con la miseria de los más pobres, y en el que las  luchas entre las ciudades, y dentro de ellas, producían su devastación, acompañadas de incendios y matanzas. Es en ese ambiente en el que Francisco, hijo de un rico burgués y en medio de una vida alegre y regalada es movido por Dios para despreciar los bienes terrenos y preocuparse de los espirituales. La encíclica expone con fuerza el modo heroico en que San Francisco vivió la pobreza, la humildad, la castidad y, especialmente la práctica de la caridad. 
Recoge así la encíclica la alabanza que el propio Francisco hizo de la pobreza, escribiendo de ella

Señora santa pobreza, Dios te salve con tu santa hermana la humildad... La santa pobreza confunde toda avidez, avaricia y cuidados de este mundo. La santa humildad confunde la soberbia y todos los honores de este mundo y todas las cosas que están en el mundo
San Francisco, Opusculo Salutatio virtutum, en Rite expiatis, AAS voll. 15, p. 164.

Destaca la encíclica la humildad del santo, y el modo delicado con el que vivía la obediencia, hasta el punto de que, aunque era el fundador de su Orden, quiso  someterse a la voluntad de uno de sus compañeros, y -en cuanto le fue posible- abandonó el gobierno de la Orden, y ya antes quiso someter las reglas que para ella había escrito al papa Inocencio III, y acogió después las reglas tal como se las entregó Honorio III. Una actitud bien distinta de la que mantuvieron algunos falsos reformadores que, como explica Pío en XI en la encíclica, escondían bajo esa pretensión un rechazo de la disciplina eclesiástica y una rebelión respecto a la Sede Apostólica.

### Movió a la reforma de las costumbres
Pasa el papa a exponer el papel desempeñado por Francisco en la reforma de las costumbres de su época. Junto a la iglesia de San Damián

había oído por tres veces una voz celestial que le decía: "Francisco, ve y repara mi casa que está a punto de arruinarse del todo"[27]. Como no hubiese entendido el oculto significado de la visión, pues era de ánimo humilde y se juzgaba poco capaz para cualquier gran empresa, Inocencio III en su interpretación vio más claramente la recomendación tan lastimera del Señor a través de la celestial visión de Francisco, que sostendría con sus espaldas el tambaleante templo de Letrán. El Seráfico Varón, una vez fundadas las órdenes, una para hombres y otra para mujeres, para llevarlos por el camino de la perfección evangélica, recorre con rapidez las ciudades de Italia, y con palabra breve pero ardientísima comienza, por sí mismo y por los discípulos que antes había elegido, a anunciar y predicar penitencia a los pueblos: en el cual ministerio obtuvo increíbles resultados, tanto por la palabra, como por el ejemplo.
Encíclica Rite expiatis, vol. 15, pp. 166-167.

Obtuvo así unos increíbles resultados, tanto por su palabra, como por su ejemplo; con innumerables conversiones, a las que acompañan con frecuencia el abandono de los bienes terrenos por amor a la vida evangélica. Francisco en ocasiones se veía obligado a rechazar esos ofrecimientos de seguimiento, pues consideraba que era esa su vocación; por esto decidió, unir a las dos órdenes que había fundado, una Tercera Orden

ciertamente religiosa pero que, de un modo nuevo para aquellos tiempos, no estaba obligada a los votos de religión, y tenía como objetivo dar,  a todos los hombres y mujeres del mundo, la oportunidad de cumplir la ley divina y de alcanzar la perfección cristiana. Estos fueron los principales puntos del Reglamento que se estableció para la nueva comunidad: que no fuesen admitidos sino aquellos que estuvieran dentro de la fe católica y que obedecieran a la Iglesia con suma reverencia.

La regla determinaba con detalle, el modo de ingresar en la Orden -tras un año de noviciado- mediante una promesa de fidelidad a la Regla, que exigía el previo consentimiento del esposo o esposa del candidato; quedaba reglamentado el modo de vestir, conforme a la honestidad y la pobreza, y la moderación de los adornos femeninos; el rezo de las horas canónicas, la recepción al menos tres veces al año del sacramento de la Penitencia y la eucaristía, etc. La difusión de esta Tercera Orden, y el ejemplo de sus miembros produjo una verdadera reformas de las costumbres, y un renacer del sentido cristiano en la sociedad.
Desde entonces la fama de santidad de Francisco se ha difundido en todo el mundo, y la admiración del Santo de Asís, ha crecido hasta nuestros días, también al comprobar a través de sus escritos su sencillez poética, su amor a la naturaleza y su patria. El papa hace notar que aunque todos esos valores son verdaderos, es secundario, y no deben ocultar el amor a Dios que encierran. Siendo importante es secundario,

### Solemne celebración de este centenario y exhortaciones a la familia franciscana
La última parte encíclica se dedica a mostrar la alegría del papa por la solemnidad y extensión con la que se está celebrando este séptimo centenario, pero exhorta para que todos estos actos den lugar a una mejor conocimiento del espíritu de San Francisco, de modo que tal como pedía León XIII, en su encíclica  -con motivo del séptimo centenario del nacimiento de Francisco de Asís, que con motivo de la participación de estos actos, "admiren sus excelentes virtudes, saquen algún ejemplo y procuren hacerse mejores al imitarlo".
Continúa el papa con unas exhortaciones dirigidas a cada una de las tres órdenes fundadas por Francisco: a la Primera Orden les pide que 

atraigan siempre al prójimo hacia los preceptos evangélicos, lo cual lo obtendrán menos difícilmente si guardaren hasta la perfección aquella santa Regla que su fundador llamaba «libro de la vida, esperanza de salvación, médula del Evangelio, camino de perfección, llave del paraíso, pacto de alianza eterna»

Recuerda a la Segunda Orden que por sus oraciones 

sucede que muchos se acogen a la clemencia de Cristo Señor, y se acrecientan las alegrías de la Madre Iglesia por los hijos restituidos a la divina gracia y a la esperanza de eterna salvación"
Encíclica Rite expiatis, AAS vol. 15, p. 173,

que se afanen en apresurar el acrecentamiento de la vida espiritual del pueblo cristiano. El cual apostolado, si una vez hizo que Gregorio IX los llamara dignamente soldados de Cristo y nuevos Macabeos, puede hoy muy bien ser de igual importancia para la salvación de todos, siempre que los mismos, así como crecieron en número por todo el globo terrestre, también, revestidos con el espíritu de su padre Francisco, pongan por sobre todo la inocencia e integridad de costumbres.
Encíclica Rite expiatis, AAS vol. 15, pp. 173-174

Concluye el papa, como es habitual en las encíclicas, impartiendo la bendición apostólica.